# 울트라 슈퍼 픽처스
주식회사 울트라 슈퍼 픽처스(일본어: 株式会社ウルトラスーパーピクチャーズ 가부시키가이샤 우루토라 수파 피쿠차즈[*], ULTRA SUPER PICTURES)는 애니메이션 제작사인 산지겐, Ordet, 트리거, 라이덴 필름, 갤럭시 그래픽스를 산하에 보유한 일본의 사업지주회사다.
3DCG 애니메이션 제작을 다루는 산지겐과 2D 애니메이션 제작을 다루는 Ordet, 트리거, 라이덴 필름, 파친코 등의 영상 제작을 실시하는 갤럭시 그래픽스의 5사를 통괄하는 지주회사로, 2011년 8월에 굿 스마일 컴퍼니, 맥스 팩토리, 부시로드, 니트로플러스, 픽시브 5개 회사의 출자로 설립되었다. 대표이사 사장은 산지겐 대표이사 마츠우라 히로아키가 맡는다.
2011년 봄 무렵, 당시 《블랙★록 슈터》의 제작을 산지겐과 공동으로 진행하고 있던 Ordet는, 오사카를 기반으로 한 스튜디오이기 때문에 도쿄에서 일을 하는 것에 불안을 느끼고 있었다. 한편, 마츠우라 자신이 경영하는 산지겐도 앞으로의 일에 대해 생각하는 것이 있었다. 게다가 그 작품의 제작·출자에 관여하고 있는 굿 스마일 컴퍼니 사장 아키 타카노리도 여러 가지 애니메이션 작품에 출자하는 가운데 생각이 있어, 그러한 가운데 아키는 마츠우라에게 'Ordet와 합병해 보면' 이라고 농담으로 말했다고 한다. 그 말을 들은 마츠우라가 제작 현장에서의 환경 유지·개선 등을 목적으로 Ordet과 협력 체제를 구축하게 되었다. 또한 이 기획에 각 기업이 찬동함으로써 주식회사 울트라 슈퍼 픽처스가 설립되었다. 설립시 각사의 특색을 살리기 위해 합병이라는 형태는 하지 않고 홀딩스의 형태로 집행되었다.
사업 내용은 관련 기업에 의한 영상 콘텐츠의 수탁·콘텐츠 개발 제작, 콘텐츠의 라이센스 관리다.
영상 콘텐츠 수탁 사업·콘텐츠 개발 제작 사업으로서는, 애니메이션 제작 회사 산지겐, 트리거, Ordet, 라이덴 필름이 애니메이션 팀을, 니트로플러스와 픽시브가 시나리오 팀을 결성해, 세계적인 시장도 의식한 콘텐츠를 제작해갔다. 또, 각 스튜디오가 개성을 살린 작품을 제작하기 위한 백업을 실시해, 작품의 프로모션 외, 2013년에 방송된 트리거 제작의 텔레비전 애니메이션 《킬라킬》이나 산지겐 제작의 텔레비전 애니메이션 《푸른 강철의 아르페지오》보다 본격적으로 관련 회사가 관련된 제작위원회에 출자·참가하고 있다. 게다가 2014년에 공개된 《아르모니》에서는 애니메이션 제작사로서 울트라 슈퍼 픽처스 명의가 사용되었다.
라이선스 관리 사업에 대해서는, 각 기업에 의해 제작된 작품의 라이선스를 집중 관리함으로서 시너지 효과를 창출해, 이것에 의한 투자의 회수, 새로운 컨텐츠의 제작에 이어지는 것을 목적으로 하고 있다.

## 연혁
- 2006년 3월 3일 - 주식회사 산지겐 설립
- 2007년 8월 10일 - 주식회사 Ordet 설립
- 2011년
  - 8월 8일 - 주식회사 울트라 슈퍼 픽처스 설립, 산지겐과 Ordet가 산하에 들어간다
  - 8월 22일 - 주식회사 트리거 설립. 울트라 슈퍼 픽처스의 산하에 들어간다.
- 2012년 2월 - 유한회사 바넘 스튜디오와 공동으로 주식회사 라이덴 필름을 설립. 울트라 슈퍼 픽처스의 산하에 들어간다.
- 2014년 10월 10일 - 사미 주식회사와 공동으로 주식회사 갤럭시 그래픽스를 설립. 울트라 슈퍼 픽처스의 산하에 들어간다.
- 2015년 7월 - TOKYO MX・BS11에서 그룹 제작 작품을 포함한 단편 애니메이션 3개를 포괄하는 30분의 애니메이션 프레임 《ULTRA SUPER ANIME TIME》을 개시, 2016년 6월 종료.
- 2017년 10월 10일 - 주식회사 SOLA ENTERTAINMENT, 갤럭시 그래픽스, 토에이 애니메이션의 공동 출자에 의해, 풀 CG 애니메이션 등을 제작하는 스튜디오 "주식회사 TENH ANIMATION MAGIC"을 설립. 마츠우라가 이사 부사장을 맡는다.[5]
- 2018년 6월 1일 - KADOKAWA, 사미, 울트라 슈퍼 픽처스의 출자에 의해, 디지털 작화와 3DCG의 영상 기술을 융합시킨 하이브리드 디지털 애니메이션 제작 스튜디오 "주식회사 ENGI"를 공동으로 설립. 마츠우라가 고문을 맡는다.[6]

## 산하 기업
- 주식회사 산지겐
- 주식회사 트리거
- 주식회사 라이덴 필름
- 주식회사 갤럭시 그래픽스

### 과거
- 주식 회사 Ordet - 2016년에 활동 중지.

## 관련기업
- 주식회사 TENH ANIMATION MAGIC
- 주식회사 ENGI
- 아치 주식회사 - 프로듀서를 맡은 히라사와 나오가 설립.

## 제작작품
울트라 슈퍼 픽쳐스 명의의 애니메이션 제작 작품만 기재.

### 웹 애니메이션
- 몬스터 스트라이크 (2015년, 스튜디오 히바리와의 공동 제작)

### 애니메이션 영화
- 아르모니 (2014년, 아니메 미라이 2014 참가 작품, 제작, 제작 원청: 스튜디오 리카)
- 몬스터 스트라이크 더 무비 시작의 장소에 (2016년, 라이덴 필름, XFLAG PICTURES와 공동 제작)